# Jeremy Sisto
Jeremy Merton Sisto (Grass Valley, 6 ottobre 1974) è un attore statunitense.

## Biografia
Italoamericano, è nato in California, figlio di Richard Sisto, un musicista jazz, e Reedy Gibbs, un'attrice, che divorziarono quando Jeremy aveva 4 anni. Cresciuto a Chicago, Illinois, studia alla Francis W. Parker School; nello stesso periodo partecipa al film Grand Canyon - Il cuore della città (1991). In seguito studia alla UCLA di Los Angeles, per poi dedicarsi a tempo pieno alla carriera di attore.
Appare nel videoclip di We're Not Gonna Take It, brano dei Twisted Sister del 1984. Ad inizio carriera prende parte ai film Ragazze a Beverly Hills e L'Albatross - Oltre la tempesta. Nel corso degli anni recita in svariati film TV e ottiene un piccolo ruolo nel film Scherzi del cuore. Nel 1999 interpreta Gesù Cristo nel film TV internazionale La Bibbia: Jesus.
Nel 2001 entra nel cast della pluripremiata serie TV Six Feet Under, in cui fino al 2005 interpreta il ruolo che l'ha reso più noto, quello di Billy Chenowith. Nel 2002 interpreta Giulio Cesare nell'omonima miniserie TV. Nel 2003 partecipa a Thirteen - 13 anni, seguito dal film horror Wrong Turn. Nel 2004 recita in Ingannevole è il cuore più di ogni cosa diretto da Asia Argento.
Nel 2006 è nel cast della sfortunata serie Kidnapped, cancellata dopo la prima stagione; nel 2007 recita al fianco di Keri Russell in Waitress - Ricette d'amore e appare nel videoclip dei Maroon 5 Wake Up Call, in cui viene "ucciso" dal frontman del gruppo, Adam Levine.
Nel 2007 recita nell'episodio Una bella famiglia della serie televisiva Law & Order - I due volti della giustizia, in cui interpreta l'avvocato difensore Clint Glover. Solamente un anno più tardi entra a far parte del cast principale, interpretando il detective Cyrus Lupo fino al 2010, per 63 puntate. Nel 2011 entra nel cast della sitcom Suburgatory. 
Dal 2018 fa parte del cast della serie FBI, nel ruolo dell'agente speciale supervisore Jubal Valentine.

### Vita privata
Sisto è stato sposato con Marisa Ryan dal 30 agosto 1993, fino al divorzio avvenuto nel 21 giugno 2002. Il 5 giugno 2009 ha avuto una figlia, Charlie Ballerina Sisto, dalla fidanzata Addie Lane, che ha sposato, nell'ottobre dello stesso anno, al New York City Hall. Il 9 marzo 2012 è diventato padre, per la seconda volta, di un bambino chiamato Bastian Kick Sisto.

## Filmografia

### Attore

#### Cinema
- Grand Canyon - Il cuore della città (Grand Canyon), regia di Lawrence Kasdan (1991)
- The Crew, regia di Carl Colpaert (1994)
- Premonizioni (Hideaway), regia di Brett Leonard (1995)
- Ragazze a Beverly Hills (Clueless), regia di Amy Heckerling (1995)
- Moonlight & Valentino, regia di David Anspaugh (1995)
- L'Albatross - Oltre la tempesta (White Squall), regia di Ridley Scott (1996)
- Bongwater, regia di Richard Sears (1997)
- Suicide Kings, regia di Peter O'Fallon (1997)
- Ragazzi e ragazze (Some Girl), regia di Rory Kelly (1998)
- Without Limits, regia di Robert Towne (1998)
- Scherzi del cuore (Playing by Heart), regia di Willard Carroll (1998)
- Takedown (Track Down), regia di Joe Chappelle (2000)
- Don's Plum, regia di R.D.Rob (2001)
- Angel Eyes - Occhi d'angelo (Angel Eyes), regia di Luis Mandoki (2001)
- May, regia di Lucky McKee (2002)
- Thirteen - 13 anni (Thirteen), regia di Catherine Hardwicke (2003)
- Wrong Turn (Wrong Turn), regia di Rob Schmidt (2003)
- Dead & Breakfast, regia di Matthew Leutwyler (2004)
- Dead Even - Sangue caldo (Method), regia di Duncan Roy (2004)
- Ingannevole è il cuore più di ogni cosa (The Heart Is Deceitful Above All Things), regia di Asia Argento (2004)
- One Point 0, regia di Jeff Renfroe e Marteinn Thorsson (2004)
- U-429 - Senza via di fuga (In Enemy Hands), regia di Tony Giglio (2004)
- Sballati d'amore (A Lot Like Love), regia di Nigel Cole (2005)
- 436 - La profezia (Population 436), regia di Michelle MacLaren (2006)
- Identità sospette (Unknown), regia di Simon Brand (2006)
- The Thirst, regia di Jeremy Kasten (2006)
- Broken, regia di Alan White (2006)
- Waitress - Ricette d'amore (Waitress), regia di Adrienne Shelly (2007)
- Rosencrantz and Guildenstern Are Undead, regia di Jordan Galland (2009)
- Into Temptation, regia di Patrick Coyle (2009)
- Robot & Frank, regia di Jake Schreier (2012)
- As Cool as I Am, regia di Max Mayer (2013)
- Break Point, regia di Jay Karas (2014)
- Hangman, regia di Adam Mason (2015)
- H8RZ, regia di Derrick Borte (2015)
- The Other Side of the Door, regia di Johannes Roberts (2016)
- Love Is All You Need?, regia di Kim Rocco Shields (2016)
- Girl Flu., regia di Dorie Barton (2016)
- Last Night in Rozzie, regia di Sean Gannet (2021)

#### Televisione
- Legami di sangue, vincoli d'amore (Desperate Choices: To Save My Child), regia di Andy Tennant – film TV (1992)
- La famiglia della giungla (The Wild Thornberrys) – serie TV, 2 episodi (1998-1999)
- The '60s – miniserie TV (1999)
- Jesus, regia di Roger Young – film TV (1999)
- Giulio Cesare (Julius Caesar) – miniserie TV (2002)
- Dawson's Creek – serie TV, 1 episodio (2003)
- The Twilight Zone – serie TV, 1 episodio (2003)
- Six Feet Under – serie TV, 31 episodi (2001-2005)
- Incubi e deliri (Nightmares and Dreamscapes: From the Stories of Stephen King) – miniserie TV, 1 puntata (2006)
- Kidnapped – serie TV, 13 episodi (2006-2007)
- Numb3rs – serie TV, 1 episodio (2007)
- Law & Order - I due volti della giustizia (Law & Order) – serie TV, 64 episodi (2007-2010)
- Suburgatory – serie TV, 57 episodi (2011-2014)
- The Returned – serie TV, 10 episodi (2015)
- Wicked City – serie TV, 8 episodi (2015)
- The Jury, regia di Neil Burger – film TV (2016)
- Ice – serie TV, 10 episodi (2016-2018)
- The Long Road Home – serie TV, 5 episodi (2017)
- FBI – serie TV (2018-in corso)

### Doppiatore
- Ferdinand, regia di Carlos Saldanha (2017)
- Frozen II - Il segreto di Arendelle (Frozen II), regia di Chris Buck e Jennifer Lee (2019)

## Doppiatori italiani
Nelle versioni in italiano delle opere in cui ha recitato, Jeremy Sisto è stato doppiato da:
- Riccardo Rossi in Jesus, Giulio Cesare, Sballati d'amore, The Other Side of the Door
- Vittorio Guerrieri in Six Feet Under, Incubi e deliri, Law & Order - I due volti della giustizia (s. 17)
- Alberto Bognanni in FBI, FBI: Most Wanted, FBI: International
- Fabio Boccanera in Law & Order - I due volti della giustizia (s. 18-20), Angel Eyes - Occhi d'angelo
- Christian Iansante in Broken, Wrong Turn
- Antonino Jonathan Luzzi in Girl Flu.
- Francesco Bulckaen in Grand Canyon
- Massimo De Ambrosis in Some Girls
- Giorgio Borghetti in L'Albatross - Oltre la tempesta
- Tony Sansone in Dead Even - Sangue caldo
- Gaetano Varcasia in Waitress - Ricette d'amore
- Fabrizio Temperini in Ingannevole è il cuore più di ogni cosa
- Loris Loddi in 436 - La profezia
- Massimiliano Virgilii in Identità sospette
- Pasquale Anselmo in Thirteen - 13 anni
- Enrico Di Troia in Kidnapped
- Francesco Prando in Numb3rs
- Sandro Acerbo in Premonizioni
- Andrea Lavagnino in Suburgatory
- Riccardo Polizzy Carbonelli in The Returned

Da doppiatore è sostituito da:
- Alberto Angrisano in Frozen II - Il segreto di Arendelle